# Luis Antonio Nova Rocha
 Luis Antonio Nova Rocha  , né le 30 juillet 1943 à Subachoque  , Colombie, et mort le 9 avril 2013 ,  est un prélat catholique colombien.

## Biographie
Luis Antonio Nova Rocha    est  ordonné prêtre  en 1968.  Il est nommé évêque auxiliaire de  Barranquilla et évêque titulaire d' Equizetum (de) en 2002.   En 2010 mgr. Nova Rocha  est nommé évêque de Facatativá  .

## Sources
- Profil sur Catholic hierarchy